# Human Abfall
Human Abfall ist eine deutschsprachige Punkband aus Stuttgart und Berlin, die 2011 in Stuttgart gegründet wurde.

## Bandgeschichte
Der gebürtige Aschaffenburger Flávio Bacon zog als Jugendlicher nach Stuttgart. Dort lernte er Pavel Schwarz und Ringo Stelzl kennen, die wie er als Barkeeper im Club Zwölfzehn jobbten. Zusammen gründeten sie im Sommer 2011 die Band Human Abfall. Der Bandname ist eine Metapher auf den Tod:

„Wenn man Human-Abfall geworden ist – also hinüber ist, beziehungsweise den Löffel abgegeben hat – dann hat man den einzigen Moment der Gleichheit und der Unabhängigkeit vom Habitus erreicht. Also dann, wenn man von den Würmern gegessen wird.“

Etwas später kam JFR Moon hinzu. Zu Beginn waren die einzelnen Rollen noch nicht festgelegt, nur Flávio Bacon übernahm von Anfang an den Posten als Sänger, wobei er dies als „Agitation“ versteht. Die erste selbstbetitelte Demoaufnahme wurde im Dezember 2012 auf dem hauseigenen Tapelabel Monkey Bizz Tape Empire veröffentlicht und verkaufte sich rund 200 mal. Es folgte 2013 die EP SNG über ChuChuRecords. Ende 2013 beteiligten sie sich mit dem Stück Wir müssen über Tibet sprechen an der Kompilation Von Heimat kann man hier nicht sprechen – 13 musikalische Grüße aus der Wohnstadt Stuttgart. Die Band trat anschließend nicht nur in Stuttgart, sondern in ganz Deutschland auf und erarbeitete sich einen Ruf als exzellente Liveband.
Am 25. Juli 2014 erschien über das DIY-Label Sounds of Subterrania ihr Debütalbum Tanztee von unten, das schnell von so unterschiedlichen Medien wie Spiegel Online, Ox-Fanzine, die tageszeitung und Plastic Bomb als Geheimtipp gehandelt wurde. Produziert wurde das Album von Ralf Milberg, der auch mit Die Nerven zusammenarbeitete.
2016 erschien ihr zweites Album Form & Zweck. Das Album entstand wieder in den Milberg-Studios, allerdings zum Teil in Eigenregie, da Milberg mit Die Nerven auf Tour war.

## Musikstil
Human Abfall entstammen der Stuttgarter Indie-Rock-Szene um Bands wie Die Nerven und Karies, mit denen sie auch häufig verglichen werden. Musikalisch ist man im Postpunk verwurzelt, insbesondere Fehlfarben, Die Goldenen Zitronen, Trend und Mutter sind als Einflüsse wahrzunehmen. Die Texte sind ironisch, voller bissiger Passagen und politisch klar links, dabei vor allem hart und schonungslos. Musikalisch stellte das zweite Album Form & Zweck eine Weiterentwicklung dar. So finden sich Einflüsse aus Hip-Hop (insbesondere Trap), Jazz, Soul und Funk auf dem Album. Auch die Texte wurden politischer und befassten sich mit der Festung Europa, Pegida und dem Islamischen Terrorismus. Der Gesang klingt tatsächlich wie Agitation: Flávio Bacon bedient sich aus dem Theater bekannten Varianten des Sprechgesangs, wütendem Schreien, Flüstern sowie Überakzentuierung. Die Texte werden repetitiv vorgetragen, verzichten allerdings auf Refrains. Die Inszenierung ist bewusst schwer auszuhalten. Zum Teil erinnert dies an die Kunstform Dada.

## Diskografie
EPs
- 2013: SNG (Spastic Fantastic Records / ChuChu Records)
- 2014: Split mit Das Ende (ChuChu Records)

Alben
- 2014: Tanztee von unten (Sounds of Subterrania)
- 2016: Form & Zweck (Sounds of Subterrania)

Demoaufnahmen
- 2011: Human Abfall (MC, Monkey Bizz Tape Empire)

Kompilationen
- 2013: Verschiedene Interpreten: Von Heimat kann man hier nicht sprechen – 13 Musikalische Grüße aus der Wohnstadt Stuttgart (A1: Wir müssen über Tibet sprechen…)